# Melro-d'água

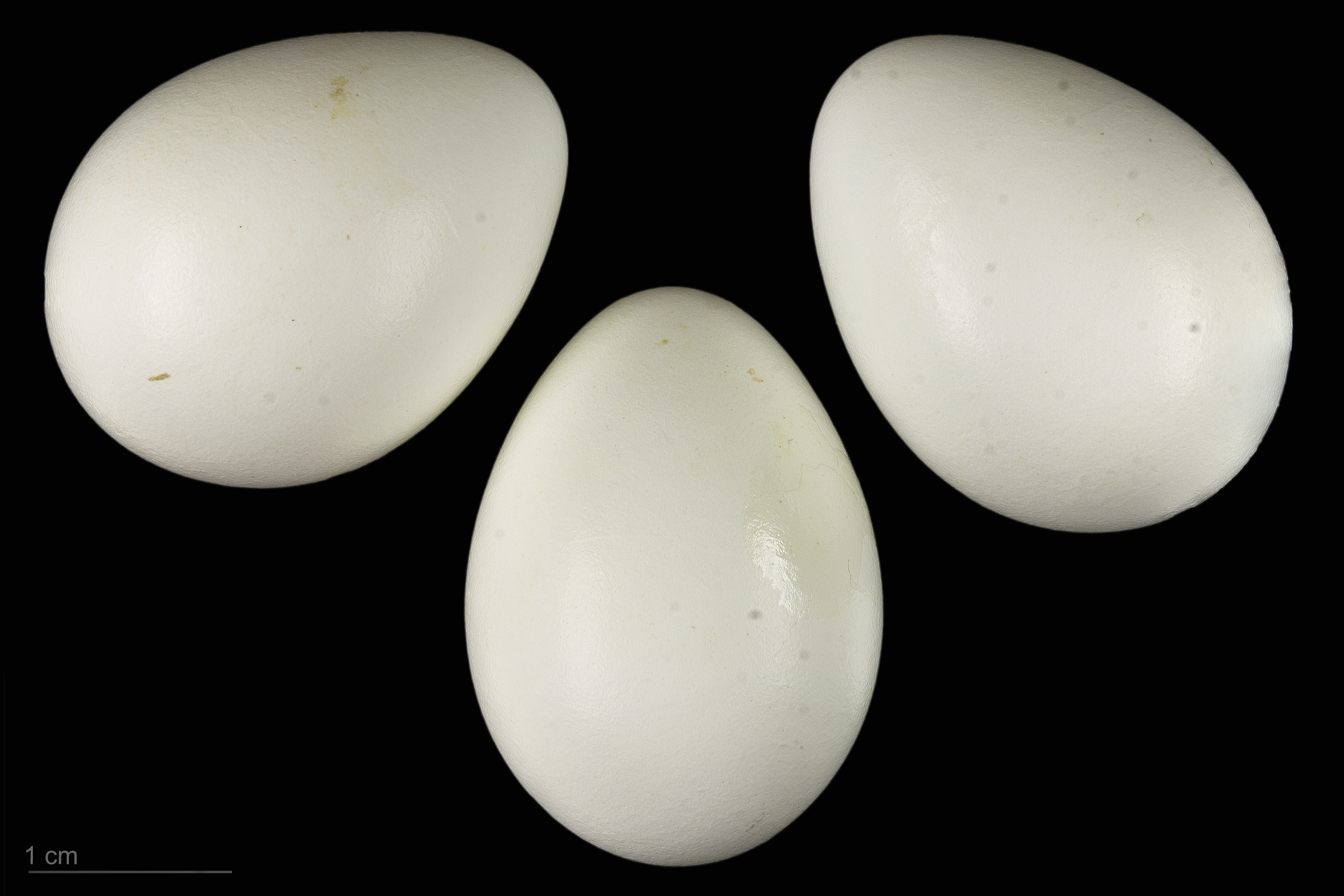
Cinclus cinclus - MHNT

Melro-d'água-europeu, melro-de-água-eurasiático ou melro-d'água (Cinclus cinclus) é uma ave da família Cinclidae. Caracteriza-se pela plumagem castanha com o peito branco e pela cauda curta.
Esta espécie ocorre junto a torrentes de água límpida. Em Portugal é residente e ocorre nas terras altas do norte e do centro.